# Heinrich XIII. Reuss
Heinrich XIII. Reuss (* 4. prosince 1951, Büdingen) je německý podnikatel, krajně pravicový a monarchistický aktivista a člen aristokratické rodiny Reuss. Zastánce hnutí Říšští občané a antisemitských konspiračních teorií. Reuss byl zatčen německou spolkovou policií v prosinci 2022 kvůli jeho údajnému vedení v spiknutí plánující státní převrat.

## Život

### Osobní život a původ
Reuss se narodil v Büdingenu 4. prosince 1951 jako páté ze šesti dětí a čtvrtý syn, který se narodil princi Heinrichu I. Reussovi a vévodkyni Woizlawě Feodorě z Mecklenburgu, která byla zase jediným dítětem německého koloniálního politika vévody Adolfa Friedricha z Mecklenburgu. Reussovi rodiče, stejně jako celá německá šlechta, se stali soukromými občany v roce 1919 po přijetí Výmarské ústavy, která zrušila všechna privilegia, které dříve pro šlechtu existovaly.
Dům Reussů pochází z 12. století a historicky spravoval regiony Gera a Greiz. Reuss opustil rodinné sdružení na vlastní žádost kolem roku 2009.
V roce 1989 se oženil s Íránkou Susan Doukht Jalali, se kterou má dvě děti včetně syna jménem Heinrich XXVIII., narozeného kolem roku 1991, a dcery Eleny, která má Downův syndrom a narodila se v roce 1989. Pár je rozvedený a jeho bývalá manželka používá jméno princezna Susan Reuss a pracuje jako přírodní lékařka. Působila jako německá atašé při UNESCO na podporu jejího programu Vzdělávání pro děti v tísni. Reuss má také údajně za přítelkyni ruskou státní zástupkyni identifikovanou žalobci jako „Vitalia B.“, která údajně měla nějakou roli v plánování převratu.

### Obchodní a rodinné aktivity
Reuss pracoval jako realitní developer, provozoval společnost s názvem Büro Prinz Reuss ve Frankfurtu a také vyráběl šumivé víno.
V roce 1945 komunistická pozemková reforma v sovětské okupační zóně (východní Německo) vyvlastnila veškerý movitý i nemovitý majetek rodu Reussů. Po znovusjednocení Německa v roce 1990 se Reuss pokusil o restituci majetku. Rod, který se skládal z pěti početných rodin, chtěl v Gera měšťanské domy, čtyři zámky, rozsáhlé lesnické a zemědělské majetky a divadlo Jugendstil Reuss, které tehdy drželo město Gera v Durynsku.

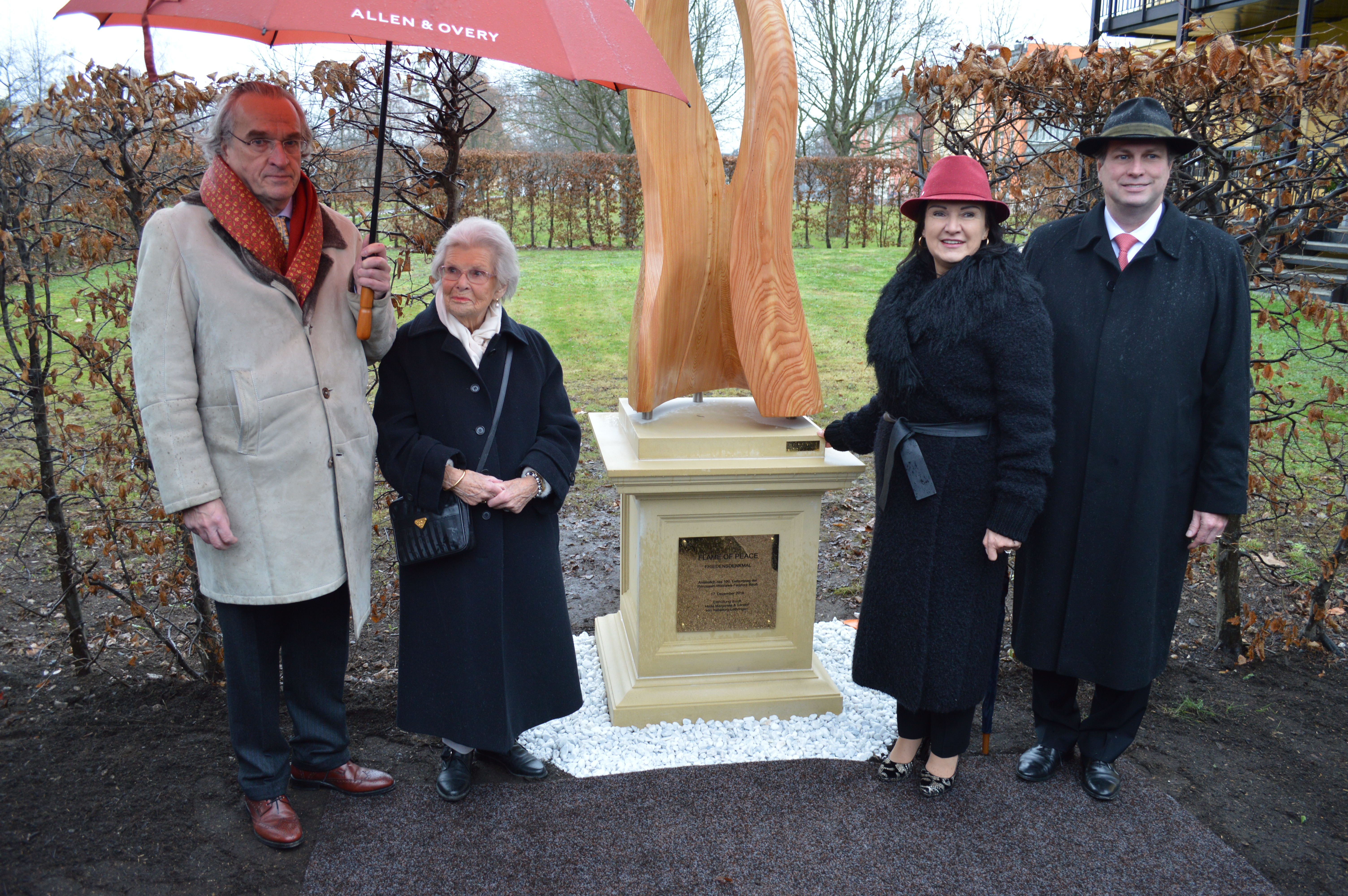
Reuss se svou matkou (vlevo), Hertou a Sandorem Habsburg-Lothringen (vpravo) odhalují „Plamen míru“.

Reuss utratil velkou část svého jmění na soudní spory o restituci, ale s malým úspěchem. Vedl soudní řízení jménem své matky, která zemřela v roce 2019, a získal mnoho uměleckých děl, která byla později prodána v aukci za 3,5 milionu marek, zatímco více než 300 kusů bylo zapůjčeno muzeím. Dále vedl soudní řízení o bývalé nemovitosti. V tom však nebyl tak neúspěšný, jak tvrdil. V roce 2008 získal ve vyrovnání restituci lesního majetku a obnoveného zámku Thallwitz (dříve nemocnice) v Sasku. Říká se, že to po své matce zdědil poté, co ji přesvědčil, aby ho učinila svým jediným dědicem - vydědila jeho sourozence. Dnes je zámek Thallwitz zanedbaný. Nakonec koupil od státu Jagdschloss Waidmannsheil v Bad Lobensteinu, od kterého provozoval hickory golfové hřiště. Lovecký zámeček prý sloužil jako místo setkávání údajných spiklenců.
V roce 2017 podpořil opětovné pohřbení ostatků řady svých předků, z nichž nejvýznamnější byl Heinrich II., hrabě z Reuss-Gera, na jejich původním místa. Jejich sarkofágy byly opakovaně přemisťovány od té doby, co byl kostel, kde byli pohřbeni, zničen požárem v roce 1780.

### Názory a konspirační teorie
Mnohé z Reussových názorů jsou v souladu s monarchismem. Vyzval k „oživení právních struktur“, které existovaly před rokem 1918, kdy zrušení monarchie „vytvořilo tolik utrpení“. Vyslovil se ve prospěch nízké rovné daně pro všechny občany a proti obchodním modelům založeným na dluhu, které chválí 10procentní sazbu v bývalém knížectví Reuss, a řekl, že to umožňuje občanům vést „šťastný život“, protože to je „přímé a průhledné". Reuss tvrdil, že moderní německá vláda a Evropská unie jsou vzdálenější a nepřístupnější než feudální knížata. Reuss také přednesl projevy, v nichž tvrdil, že Německo bylo od druhé světové války vazalským státem. Na World Web Forum v Curychu v roce 2019 Reuss přednesl projev, v němž obvinil Rothschildy a svobodné zednáře z odpovědnosti za války 20. století a vyjádřil antisemitské konspirační teorie. Projev zanechal účastníky "zděšené", někteří ho vypískali nebo odešli. 
Dne 22. prosince 2018 se Reuss a jeho matka zúčastnili odhalení sochy „Plamen míru“ v Gera na počest jejích 100. narozenin vedoucími vídeňské Asociace pro podporu míru. V roce 2020 se Reuss zúčastnil oslav prvního Mezinárodního dne svědomí ve Vídni.

### Kontroverze
V srpnu 2022 se Reuss zúčastnil oficiální recepce pořádané Thomasem Weigeltem, starostou města Bad Lobenstein, kde se nachází Reussův lovecký zámeček Jagdschloss Waidmannsheil. O Weigeltovi je známo, že sympatizuje s hnutím Říšští občané, a novinář Peter Hagen se ho zeptal, proč by někdo spojený s říšskou scénou jako Reuss byl pozván na oficiální akci. Další den Hagen oslovil starostu na tržním festivalu a pokusil se ho natočit ve známém rozhovoru s Reussem a politikem AfD Uwe Thrumem. Natáčení tria vedlo k násilnému útoku Weigelta na novináře, který byl zachycen na filmu. Po zranění novináře (který musel být ošetřen v nemocnici) a poškození jeho vybavení Weigelt odmítl rezignovat a byl suspendován z funkce.
Incident vzbudil celostátní pozornost, spolková ministryně vnitra Nancy Faeserová útok odsoudila a vyzvala k úplnému vyšetření incidentu. Řekla: „Strach, zastrašování a násilí nesmí být nikdy prostředky konfrontace“. Bez svobodných a kritických médií by nebyla demokracie, dodala. "To platí na všech úrovních, zejména na místě v místním zpravodajství, kde se lidé setkávají přímo den za dnem." Posléze se současná hlava Reussovy rodiny, Heinrich XIV. Reuss, ohradila proti jeho zapojení do místní politiky „nejdůraznějším možným způsobem“. Nazval Heinricha XIII., svého bratrance z třetího kolena, jako „vzdáleného příbuzného“ a „zmateného starce obchodujícího s konspiračními teoriemi“.

### Účast na německém převratu v roce 2022
7. prosince 2022 byl Reuss zatčen ve svém domě ve frankfurtské čtvrti Westend během rozsáhlé razie krajně pravicových spiklenců plánujících státní převrat. Podle policie byli spiklenci – mezi něž patřila i bývalá členka Bundestagu Birgit Malsack-Winkemann – zastánci hnutí Říšští občané, kteří doufali, že dosadí 71letého Reusse jako hlavu státu. Reussův lovecký zámeček Jagdschloss Waidmannsheil v Saaldorfu v Durynsku byl údajně místem zásob zbraní a setkání ohledně spiknutí.
Uvádí se, že Reuss a "Vitalia B." se obrátili na ruskou vládu prostřednictvím jejího generálního konzulátu v Lipsku, pravděpodobně o pomoc při převratu. Spiklenci údajně plánovali spolupráci s Ruskem, ale podle Spolkové prokuratury Německa nic nenasvědčovalo tomu, že by Rusové „na jeho žádost reagovali kladně“. Mluvčí ruského velvyslanectví v Berlíně jakoukoliv účast popřel. Mluvčí Kremlu Dmitrij Peskov řekl, „že jde o německý vnitřní problém“.
Heinrich XIV. se za rod Reussů poté, co byl Reuss zatčen v roce 2022, znovu od něho distancoval a nazval ho „zmateným starcem“ a ještě poznamenal, že jejich poslední společný předek žil na počátku 19. století. Řekl, že Reussovo chování je "katastrofa" pro rodinu, jejíž dědictví jako tolerantních a kosmopolitních vládců je nyní spojováno s "teroristy a reakcionáři". Věří, že Reussovy protivládní názory pocházejí z jeho odporu k německému soudnímu systému za to, že neuznal jeho nároky na rodinný majetek vyvlastněný na konci druhé světové války.